# شورولت پارک‌وود
شورولت پارک‌وود (انگلیسی: Chevrolet Parkwood) یک استیشن واگن است که بین سال‌های ۱۹۵۹ تا ۱۹۶۱ توسط شورولت تولید شد. این خودرو بخشی از خط شورلت بل ایر بود و به عنوان یک واگن میان رده با فضای داخلی جادار و فضای بار بزرگ طراحی شد.
پارک وود بر روی همان پلت فرم واگن محبوب شورولت نوماد ساخته شد، اما سبک بدنه متفاوتی داشت و دارای پیکربندی چهار در بود. این موتور با موتور شش سیلندر یا V8 در دسترس بود و در دو گزینه گیربکس اتوماتیک و دستی عرضه می‌شد.
یکی از ویژگی‌های منحصر به فرد پارک وود بدنه متمایز آن با پانل‌های چوبی بود که به جای چوب واقعی از وینیل ساخته شده بود. به گونه ای طراحی شده بود که شبیه واگن‌های چوبی کلاسیک گذشته باشد، اما بسیار کاربردی تر و بادوام تر بود.
به‌طور کلی، شورولت پارک‌وود در زمان خود یک خودروی خانوادگی محبوب و کاربردی بود و امروزه به یک خودروی کلکسیونی محبوب تبدیل شده‌است. طراحی متمایز و فضای داخلی جادار آن، آن را در دنیای استیشن واگن‌های کلاسیک آمریکایی برجسته کرده‌است.